# Begleitverkehr
Begleitverkehr ist das Zurücklegen von Wegen zum Zweck der Begleitung von Personen. Er umfasst beispielsweise die Begleitung von Kindern oder Jugendlichen zur Schule, zur Kindertagesbetreuung und zu Nachmittagsaktivitäten sowie die Begleitung älterer oder pflegebedürftiger Personen. Das Konzept der an andere Personen gebundenen Mobilität wird auch unter den Begriff Begleitmobilität gefasst.
Das Bringen und Abholen von Kindern findet zu einem großen Teil mit dem privaten PKW, aber auch mit dem öffentlichen Personennahverkehr, dem Fahrrad oder zu Fuß statt. Elterliche Begleitung mit Fahrzeugen, insbesondere mit dem PKW, wird umgangssprachlich häufig als Elterntaxi bezeichnet.

## Rolle im Verkehrsaufkommen
Insbesondere elterlichen Fahrdiensten wird ein erheblicher Anteil am Zuwachs des Individualverkehrs zugemessen. Die Begleitung von Kindern wird oft mit anderen Wegen verkettet, insbesondere dem Weg zur Arbeitsstätte. Aus Vergleichen zwischen Studien von 1987 und 2002 geht hervor, dass Kinder und Jugendliche zunehmend häufiger durch Eltern und andere Erwachsene begleitet werden und ihre selbstständige Mobilität in diesem Zeitraum zurückgegangen ist.
Im Zusammenhang der Verkehrspolitik und -planung wurde herausgestellt, dass die Mitnahme von Personen in der Verkehrsstatistik zwar als Individualverkehr gilt, dabei aber zunehmend zentrale Funktionen des öffentlichen Nahverkehrs übernehme.
Die Datenlage zum Begleitverkehr ist in Deutschland aufgrund der Art der Verkehrserhebungen und -statistik dünn. So wies 1996 der Deutsche Bundestag in seiner Antwort auf eine Anfrage mehrerer Abgeordneter und der SPD-Fraktion bezüglich frauenspezifischer Aspekte des Verkehrs darauf hin, dass „die Begleitverkehrsarbeit für die Kinder vor allem deshalb notwendig wird, weil ihre Gefährdung durch den Straßenverkehr immer größer wird“. Zugleich jedoch antwortete sie auf die Frage 29 dieser Anfrage, ob die Bundesregierung den Umfang der Begleitverkehrsarbeit, die Frauen leisteten, benennen könne und was die Bundesregierung unternehme, um „diesen Teil des Verkehrs, der bislang aufgrund nicht ausreichend differenzierender Erhebungsmethodik häufig fälschlich unter ‚Freizeit‘ subsumiert wird, erkennbar zu machen“, mit der Aussage: „Über den Umfang der ‚Begleitverkehrsarbeit‘ von Frauen und Männern, soweit darunter die Begleitung von Personen im Verkehr verstanden wird, liegen der Bundesregierung keine Erkenntnisse vor“. Sie verwies zugleich auf Beiträge zur Verringerung des Verkehrsaufkommens durch geeignete städtebauliche Planung und eine Änderung der bundesrechtlichen Rahmenbedingungen durch das Investitionserleichterungs- und Wohnbaulandsgesetz im Sinne einer „Stadt der kurzen Wege“.
Erstmals in Deutschland wurde der Wegezweck „Holen und Bringen von Personen“ in der 2003 veröffentlichten Erhebung kontiv 2002 – Mobilität in Deutschland als eigene Kategorie aufgeführt.

## Ursachen und Auswirkungen
Die Zunahme des mit dem privaten PKW durchgeführten Begleitverkehrs und der verringerte Anteil der Fußwege wird als eine der Ursachen für Bewegungsmangel bei Kindern und Jugendlichen angesehen und als Einengung des sinnlichen Erlebnisraums von Kindern und Jugendlichen aufgefasst. Zudem steht diese Entwicklung wegen der Auswirkungen auf die Umwelt und den Verkehrsfluss, insbesondere während der morgendlichen Hauptverkehrszeit, in der Kritik. Die Beförderung durch das Privatauto fördere zudem über die Gewöhnung der Kinder und die Vorbildfunktion der Eltern zu einer stärkeren Orientierung am Auto bei der heranwachsenden Generation. So hebt der Sozial- und Erziehungswissenschaftler Hartmut Krauss hervor, dass der umweltbelastende Automobilgebrauch durch das Bringen und Holen von Kindern, vorwiegend durch Mütter, einen Teufelskreis mit tiefer Verankerung des Automobils in der modernen westlichen Lebensweise produziere.
In der individuellen Abwägung von Aufwand und Nutzen seitens der Eltern spielt die Vermeidung von Gefährdungen eine vorrangige Rolle. Gesamtgesellschaftlich gesehen werden jedoch eine Zunahme des Begleitverkehrs einerseits und eine zunehmende Verkehrsdichte und eine damit einhergehende größere Gefährdung von Kindern im Straßenverkehr andererseits als Prozesse angesehen, die sich gegenseitig verstärken. Teils wird davon gesprochen, dass eine „Verinselung“ des kindlichen Lebensraums stattfinde: er teile sich zunehmend in mehrere räumlich voneinander getrennte Bereiche auf, die die Kinder nicht selbständig erreichen könnten. So nehme die Abhängigkeit von einer Begleitung durch Erwachsene zu.
Die Förderung der autonomen Mobilität von Kindern und älteren Menschen wird als eine Möglichkeit für eine Verringerung des Bedarfs an Verkehrsleistungen hervorgehoben. Als Maßnahme zur Entlastung der Eltern von Begleitmobilität wird auch eine Ausweitung der Bring- und Fahrdienste für Kinder genannt.
Den eigenen Zeitaufwand für das Bringen und Holen können Familien gegebenen Falles zu einem Teil verringern, indem sie untereinander Fahrgemeinschaften bilden. Auf der Ebene des Mobilitätsmanagements sollen Schülertransporte (z. B. Schulbusse), Maßnahmen für größere Verkehrssicherheit für Kinder und Initiativen wie der Pedibus den Begleitverkehr verringern.
Untersuchungen und Initiativen zur Begleitmobilität werden teils im Rahmen von Projekten der Europäischen Union gefördert, etwa dem EU-Forschungsprojekt SUN – Saving energy by using Mobility Management in Schools und dem Projekt PROVIDER zum schulischen Mobilitätsmanagement.